# Charles H. Stearns

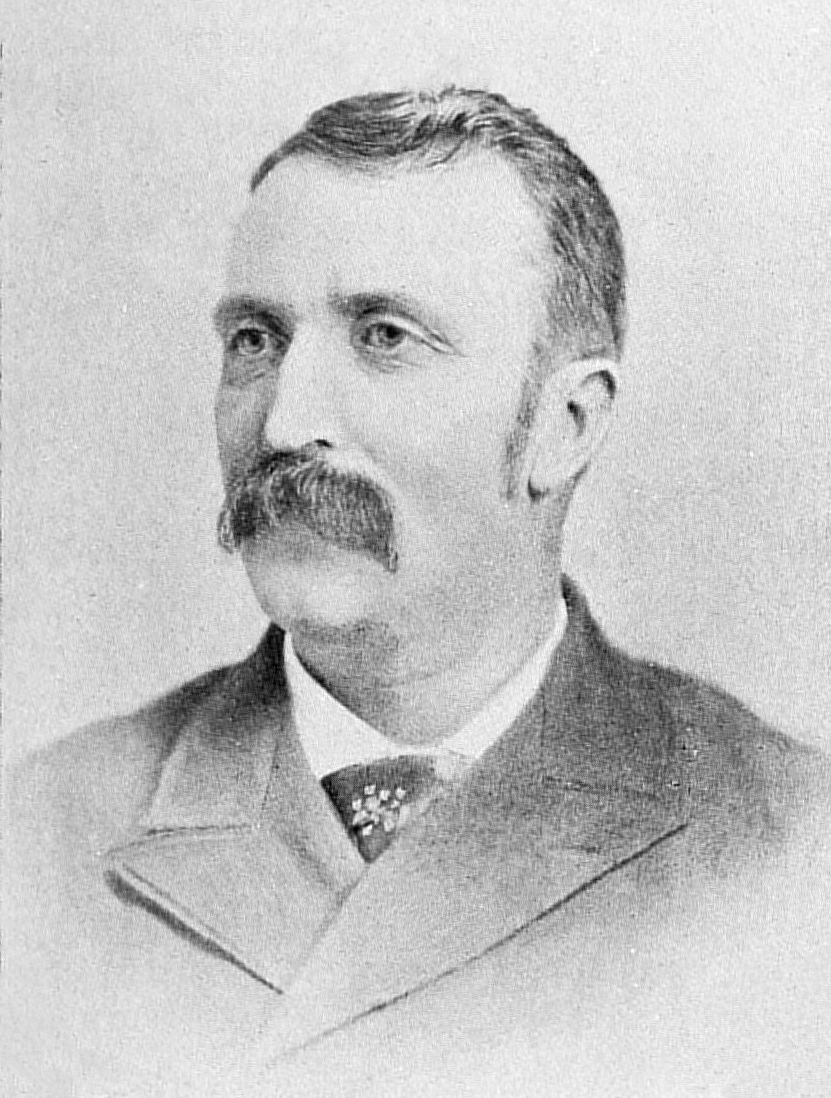
Charles H. Stearns

Charles H. Stearns (* 7. Februar 1854 in Johnson, Vermont; † 12. Oktober 1936 in Medfield, Massachusetts) war ein US-amerikanischer Geschäftsmann und Politiker, der von 1904 bis 1906 Vizegouverneur von Vermont war.

## Leben
Charles Henry Stearns wurde in Johnson, Vermont geboren. Dort besuchte er auch die Schule und seinen Abschluss machte er auf dem Vermonter Seminar in Montpelier.
Stearns trat in das Geschäft der Familie ein. Dieses beschäftigte sich mit der Herstellung von Butterfässern und anderer Holzprodukte. Das Unternehmen expandierte in andere Bereiche des Holzgeschäfts wie die Holzernte in Kanada. Zudem wurde er in weiteren Geschäftsbereichen aktiv, einschließlich eines Kurzwarenladens, eines Granitsteinbruchs und einer Firma für Steinprodukte. Er war Direktor und Präsident der Union Bank and Trust Company von Morrisville.
Stearns war in der Regierung und der Politik aktiv. Dies beinhaltete auch den Vorsitz der Vermonter Republikanischen Partei im Lamoille County und des Schatzmeisters in Johnson Town. Er war von 1886 bis 1887 Abgeordneter im Repräsentantenhaus von Vermont und von 1888 bis 1889 im Senat von Vermont. 1904 wurde er zum Vizegouverneur von Vermont gewählt. Dieses Amt übte er bis 1906 aus.
Verheiratet war er mit Viola H. Stearns (1856–1926). Das Ehepaar hatte einen Sohn, C. Arthur Stearns (1883–1919).
Stearns starb in Medfield, Massachusetts am 12. Oktober 1936.  Sein Grab befindet sich auf dem Johnson's Lamoille View Cemetery.

## Sonstiges
Die C. H. Stearns Company ist noch immer in Johnson aktiv. Sie betreibt einen Convenience Shop und eine Tankstelle. Eine seiner Beteiligungen, die Parker and Stearns, arbeitet noch immer als Lieferant für Zubehör und Material für die Bauausführung.
Die Stearns Hall des Johnson State College wurde nach ihm benannt.